# Sintetizator de ritm

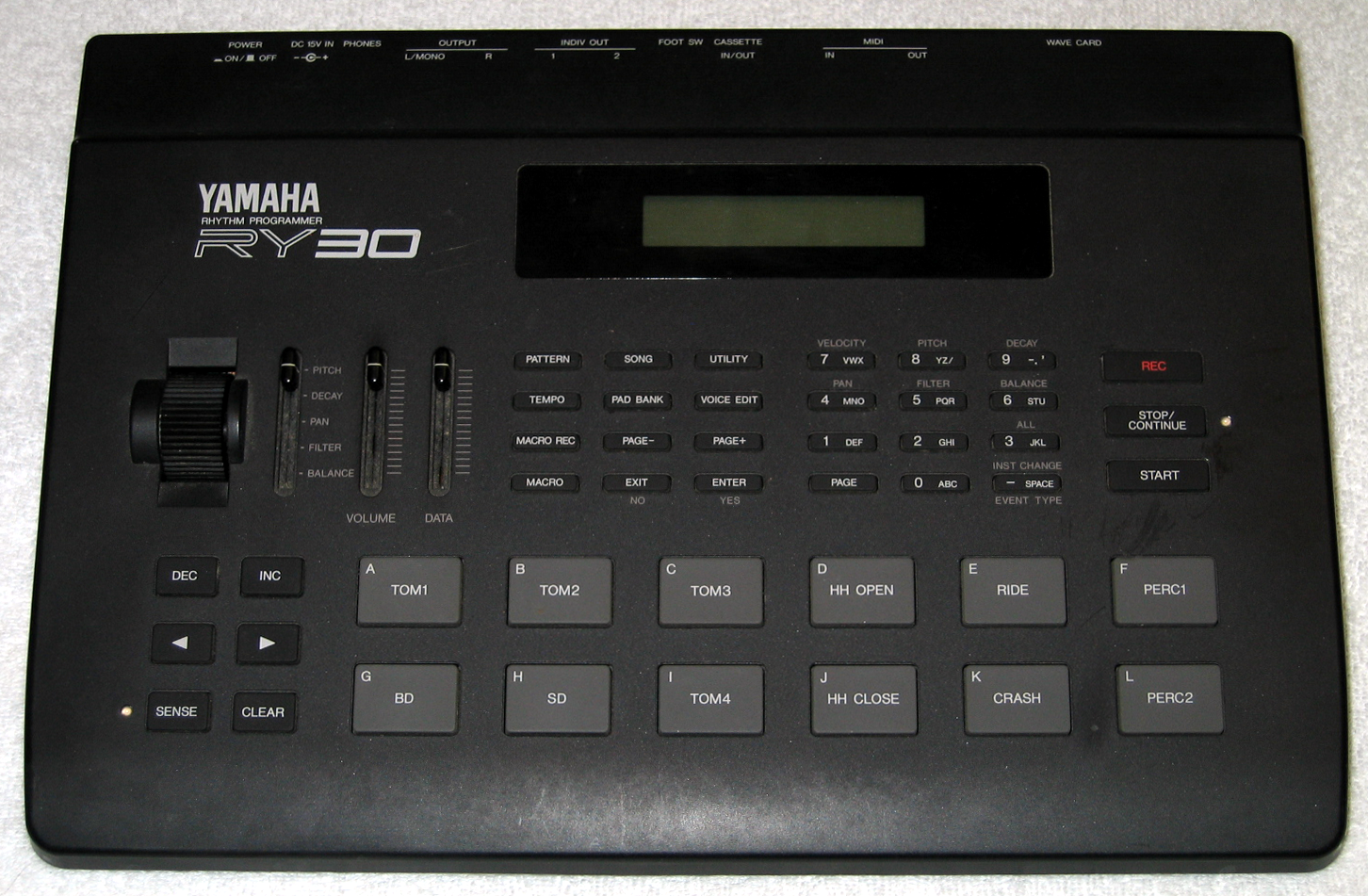
Un sintetizator de ritm Yamaha RY30

Un sintetizator de ritm (numit și mașină de ritm) este un instrument muzical electronic menit să imite sunetul tobelor sau ale altor instrumente de percuție.
Sunt folosite cu predilecție în muzica electronică.

## Originea
Primul instrument de acest fel a fost așa-numitul Rhythmicon, creat de Léon Theremin la cererea compozitorului Henry Cowell. A fost prezentat publicului în 1932 și putea produce 16 ritmuri diferite, separat sau împreună. Dar a fost uitat repede, și a rămas așa timp de mai multe decenii. 
În 1947, californianul Harry Chamberlin a construit o mașină de ritm care avea la bază circuite de bandă magnetică înregistrată. Avea 14 circuite, care puteau fi redate separat, împreună, cu amplificator de bas, volume de control etc. Înregistrările erau a unor tobe reale de jazz, plus alte instrumente de percuție, de exemplu bongo, castaniete, clave.

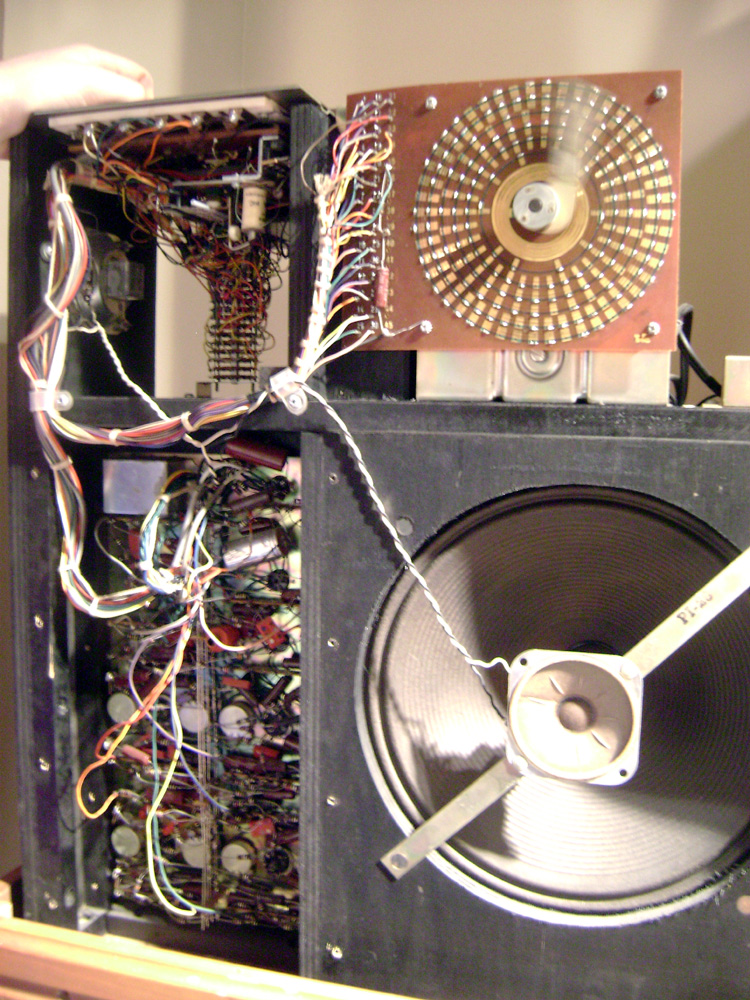
Wurlitzer Sideman (interiorul, 1959)

În 1959, firma Wurlitzer a scos pe piață un instrument electro-mecanic de ritm numit Sideman, care a fost prima mașină de ritm comercială. Era intenționată ca acompaniament de percuție pentru orga Wurlitzer. Avea 12 ritmuri generate electronic, cu tempouri diferite. Sursa de sunet erau o serie de tuburi de vid care produceau 10 sunete de tobe.
În 1960, Raymond Scott a construit un sintetizator de ritm, și în 1963 o mașină de ritm numită Bandito the Bongo Artist. Le-a folosit la înregistrările seriei Soothing Sounds for Baby (1964).
În Japonia, în 1964, firma Ace Tone (ulterior redenumită Roland) a construit mașina de ritm Ace Electronics R1 Rhythm Ace. A fost probabil prima mașină de ritm complet tranzistorizată, dar nu a avut prea mult succes pe piață. Mașina producea sunete prin apăsarea unor butoane, dar nu avea nici un ritm preprogramat. Primul instrument de acest fel al acestei firme, care a avut un oarecare succes a fost FR1 Rhythm Ace, care a apărut pe piață în 1967. Spre deosebire de Ace Electronics R1 Rhythm Ace, acest model avea doar ritmuri preprogramate. Firma producătoare de orgi Hammond a introdus imediat acest model în cele mai moderne serii de orgi pe care le vindea la acea dată. Această mașină de ritm a fost vândută în SUA și sub numele de Multivox, iar în Marea Britanie sub numele de Bentley Rhythm Ace. Acest instrument a devenit mai târziu instrumentul cunoscut sub numele de Roland TR77..
Prima melodie care a folosit mașină de ritm, care a avut succes comercial, a fost "Saved by the Bell" de Robin Gibb, care a ajuns pe locul 2 în clasamentul de specialitate din Marea Britanie în 1969. 

## Sinteza sunetului de tobă
Diferența principală dintre mașinile de ritm mai vechi și cele mai noi este faptul că cele mai vechi sintetizau sunete analoge și nu samplinguri digitale. 

## Mașini de ritm programabile
Prima mașină de ritm de sine stătătoare, PAiA Programmable Drum Set a fost totodată și prima mașină de ritm programabilă. A fost pusă pe piață în 1975, și era un set de piese pe care utilizatorul le asambla singur.

## Sampling digital

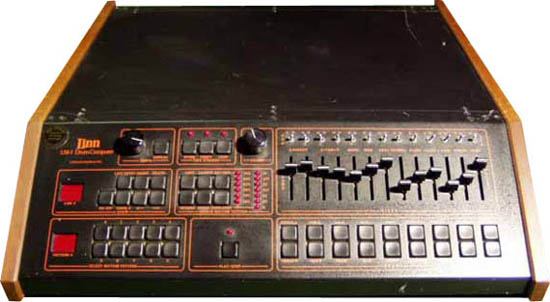
Linn LM-1 (1980)

Computerul de ritm Linn LM-1 (pus în vânzare în 1980 la prețul de $4.999) a fost prima mașină de ritm care a folosit samplinguri digitale. N-au fost produse decât 500, dar printre posesori se numără mulți muzicieni pop de seamă a anilor 1980: The Human League, Gary Numan, Devo, Prince etc.
Printre firmele producătoare de mașini de ritm digitale pot fi numite: Oberheim, E-mu Systems, Yamaha.

## MIDI

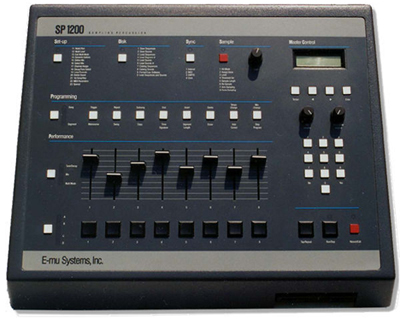
E-mu SP-1200 (1985)

Mașinile de ritm care au existat înainte de introducerea tehnologiei MIDI în 1983 aveau altă metodă de a sincroniza ritmul cu celelalte instrumente electronice. Unele foloseau un sistem numit DIN-sync (numit și sync-24). 

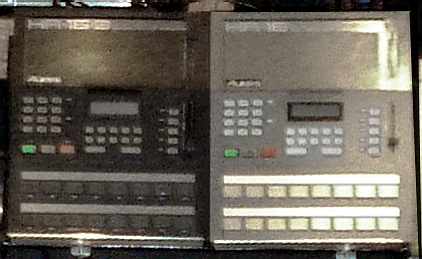
Alesis HR-16B (1989) / HR-16 (1987)

Începând cam din anul 2000, mașinile de ritm de sine stătătoare au devenit mai puțin obișnuite, fiind înlocuite de samplere controlate de sequencere, software de sequencere și sampling, și de așa-numite music workstations care au funcții de sequencing și sunete de tobe. Dar mai sunt încă produse mașini de ritm de sine stătătoare, de exemplu de către firmele Roland (sub numele de Boss), Zoom, Korg și Alesis.